# 1907 au Yukon
Chronologie du Yukon
- 1903
- 1904
- 1905
- 1906
- 1907
- 1908
- 1909
- 1910
- 1911

Cette page concerne des événements d'actualité qui se sont produits durant l'année 1907 dans le territoire canadien du Yukon.

## Politique
- Commissaire : John T. Lithgow (en) (intérim) (jusqu'au 17 juin) puis Alexander Henderson
- Commissaire de l'or : F.X. Gosselin (en) (à partir du 17 juin)

## Événements
- 16 avril : Quatrième élection générale yukonnaise (en).